# 庄野﨑謙
庄野﨑 謙（しょうのざき けん、1987年12月4日 - ）は、日本の俳優。本名同じ。福岡県福岡市出身。BLUE LABEL所属。旧芸名は、庄野崎 謙（読みは同じ）。

## 略歴
2011年、テレビ朝日系のテレビドラマ『俺の空 刑事編』で俳優デビューを飾った。
2016年7月1日付でドリームプラスからBLUE LABELへ移籍した。
2021年7月10日、自身のInstagramにて、結婚していたこと、子供が誕生していたことを報告。
2023年7月14日、自身のSNSにて、デビュー12周年を期に「崎」を本名と同じ「﨑」に変え、庄野﨑 謙に改名したことを発表。

## 人物
- 専修大学経営学部経営学科を卒業後[3]、飲食店勤務のかたわら劇団などで演技力を磨いた。23歳の時、芸能プロダクションに所属しない18歳から29歳の一般男性を対象に実施された『俺の空 刑事編』主役オーディションに臨んだ。全応募者2700人の中から10人のファイナリストに残り、2011年7月10日に行われた最終審査にて主役に選出された[8][9][10]。
- 仮面ライダーシリーズは再放送で『仮面ライダーV3』『仮面ライダーアマゾン』などを観ており、『仮面ライダーBLACK RX』が一番好きであるという[1]。平成作品では『おジャ魔女どれみ』などと併せて、『仮面ライダークウガ』から『仮面ライダー響鬼』辺りを観ていたという[1]。

## 出演

### テレビドラマ
- 俺の空 刑事編（2011年10月16日 - 12月18日、テレビ朝日） - 主演・安田一平 役
- 土曜ドラマスペシャル 家で死ぬということ（2012年2月25日、NHK総合） - 山崎隆太 役[11]
- ATARU（2012年4月15日 - 6月24日、TBS） - 松島光輝 役
  - ATARUスペシャル〜ニューヨークからの挑戦状!!〜（2013年1月6日）
- 連続テレビ小説 梅ちゃん先生 第31話 - 第43話（2012年5月7日 - 21日、NHK） - 伊藤正彦 役[12]
  - 梅ちゃん先生〜結婚できない男と女スペシャル〜 前編（2012年10月13日、NHK BSプレミアム）
- 世にも奇妙な物語 2012年 秋の特別編「相席の恋人」（2012年10月6日、フジテレビ） - 広瀬タカシ 役
- サキ（2013年1月8日 - 3月19日、関西テレビ・フジテレビ系） - 須藤和繁 役
- 月曜ゴールデン 信濃のコロンボ〜死者の木霊〜（2013年10月7日、TBS） - 桂木誠 役
- ミス・パイロット（2013年10月15日 - 12月24日、フジテレビ） - 諸星麻也 役
- 白銀ジャック（2014年8月2日、テレビ朝日） - 桐林祐介 役
- ドクターX〜外科医・大門未知子〜（2014年10月9日 - 12月18日、テレビ朝日） - 井川真澄 役
- ヤメゴク〜ヤクザやめて頂きます〜（2015年4月16日 - 6月18日、TBS） - 東条剣 役
- 土曜ワイド劇場 おとり捜査官（2015年9月12日、テレビ朝日） - 徳丸武弘 役
- 遺産争族 第2話 - 最終話（2015年10月29日 - 12月17日、テレビ朝日） - 大野壮太 役
- 金曜プレミアム 山村美紗サスペンス 赤い霊柩車36惻隠の誤算（2016年3月25日、フジテレビ） - 朱雀太一郎 役
- 99.9-刑事専門弁護士- 第9話（2016年6月12日、TBS） - 山城隆三 役
- メディカルチーム レディ・ダ・ヴィンチの診断（2016年10月11日 - 12月13日、カンテレ・フジテレビ系） - 宮部航平 役
- 子連れ信兵衛2 第1話（2016年11月11日、NHK BSプレミアム） - 助次郎 役
- 夏樹静子没後1年特別企画 夏樹静子サスペンス 跳びおりる（2017年3月18日、フジテレビ） - 亀石幹生 役
- 脳にスマホが埋められた! 第4話（2017年7月27日、読売テレビ・日本テレビ系） - 久保田 役
- 日曜ワイド 庶務行員 多加賀主水が許さない（2017年10月15日、テレビ朝日） - 矢崎修也 役
  - 日曜プライム 庶務行員 多加賀主水が悪を断つ（2019年2月10日）
  - ドラマスペシャル 庶務行員 多加賀主水（2019年11月17日）
  - ドラマスペシャル 庶務行員・多加賀主水4（2020年2月16日）
  - ドラマスペシャル 庶務行員・多加賀主水5（2020年9月24日）
- ハケンのキャバ嬢・彩華（2017年10月16日 - 12月18日、ABCテレビ[注 1]） - 塚原貴志 役[13]
- 日曜プライム 探偵物語（2018年4月8日、テレビ朝日） - 門倉正志 役
- 大河ドラマ 西郷どん 第35話・第36話（2018年9月16日・23日、NHK） - 松平定敬 役
- SUITS/スーツ 第4話（2018年10月29日、フジテレビ） - 柿澤 役
- 僕の初恋をキミに捧ぐ 第5話・第6話（2019年2月16日・23日、テレビ朝日） - ストーカー 役
- 名探偵・明智小五郎（2019年3月30日・31日、テレビ朝日） - 今野豊 役
- ドラマスペシャル 白日の鴉2（2020年5月10日、テレビ朝日） - 布川俊夫 役
- 年下彼氏 第12話（2020年5月17日、ABCテレビ・テレビ朝日系） - 砂原充 役
- 先生を消す方程式。 第5話・最終話（2020年11月28日・12月19日、テレビ朝日） - 平岡秀次 役
- モコミ〜彼女ちょっとヘンだけど〜 第3話・第4話（2021年2月6日・20日、テレビ朝日） - 石野伸司 役[注 2][14]
- 仮面ライダーセイバー 第28章 - 増刊号（2021年3月28日 - 8月29日、テレビ朝日） - 神代凌牙 / 仮面ライダーデュランダル 役[15]
- 機界戦隊ゼンカイジャー 第20カイ！（2021年7月18日、テレビ朝日） - 神代凌牙 / 仮面ライダーデュランダル 役[16]
- 言霊荘 第6話（2021年11月13日、テレビ朝日） - ナナミ 役
- メンタル強め美女白川さん（2022年4月7日 - 6月23日、テレビ東京） - 松井友之 役[17]
- 特捜9 season5 第7話（2022年5月18日、テレビ朝日） - 竹内孝史 役
- ナンバMG5 第6話（2022年5月25日、フジテレビ） - 加納光一 役
- 悪女のすべて（2022年7月2日 - 9月24日、BS松竹東急） - 芦澤良暉 役
- NICE FLIGHT! 第6話（2022年8月26日、テレビ朝日） - 浅山友樹 役
- 真相は耳の中 第1話（2022年10月22日、テレビ東京） - 轟和哉 役
- クロサギ 第4話（2022年11月11日、TBS） - 露木洋明 役
- 波よ聞いてくれ 第2話、第4話・第5話（2023年4月28日・5月12日・19日、テレビ朝日） - 城華亨 役
- 科捜研の女 season23 第2話（2023年8月23日、テレビ朝日） - 宝居雅臣 役[18]
- 大奥 Season2「医療編」 第12回（2023年10月10日、NHK総合） - 平賀源内の兄 役
- 万博の太陽（2024年3月24日、テレビ朝日） - 天王寺銀行の行員 役
- バツコイ 第7話・第8話（2024年12月1日・8日、BSテレ東） - 雅史 役[19]
- 毒恋〜毒もすぎれば恋となる〜 第11話（2024年12月3日、TBS） - 尾近義貴 役
- 大追跡〜警視庁SSBC強行犯係〜 第1話（2025年7月9日、テレビ朝日） - 橋本礼治 役[20]

### WEBドラマ
- ハケンのキャバ嬢・彩華（2017年10月9日 - 12月11日、AbemaTV[注 1]） - 塚原貴志 役
- 大人の恋愛地図 Supported by 東京カレンダー #4（2021年11月25日、ABEMA SPECIALチャンネル） - MAN・瀬田 役
- 仮面ライダーセイバースピンオフ 仮面ライダーサーベラ&仮面ライダーデュランダル（2022年11月20日、東映特撮ファンクラブ） - 神代凌牙 / 仮面ライダーデュランダル 役[21]

### テレビ番組
- あの界隈を恋愛ドラマにしたら…不覚にもキュンときた 「恋か、頂点か」（2022年8月20日、中京テレビ）
- 芸能人が考えた意味がわかると〇〇ドラマ（2023年1月4日、テレビ朝日） - 瀬尾真 役
- 四国らしんばん シコクディグ「軍神と記者 〜特攻 封じられた本心〜」（2025年8月1日、NHK徳島制作、四国地方のNHK総合で放送）- 小野田政（元・海軍報道班員）の息子 役

### ネット配信
- 陸海空 イケメンマネーアース（2018年7月22日 - 12月9日、AbemaTV） - レギュラー

### 映画
- 劇場版 ATARU THE FIRST LOVE & THE LAST KILL（2013年9月14日、東宝） - 松島光輝 役
- 闇金クイーン（2019年12月27日、TOHOシネマズ錦糸町 楽天地にて上映） - 椎名アラキ 役
- サイレント・トーキョー（2020年12月4日、東映） - 朝比奈仁（青年期） 役[22][23]
- セイバー+ゼンカイジャー スーパーヒーロー戦記（2021年7月22日、東映） - 神代凌牙 / 仮面ライダーデュランダル 役[24]
- 仮面ライダー ビヨンド・ジェネレーションズ（2021年12月17日、東映） - 神代凌牙 / 仮面ライダーデュランダル 役[25]
- 七人の秘書 THE MOVIE（2022年10月7日、東宝） - 九十九四郎の秘書 役
- ジャッカーズII 復讐者たち（2022年10月8日、シネマハウス大塚にて上映） - 結城伸宏 役
- 魔法使いの見習い（2023年5月20日、MIRAIEリアン コミュニティホール七間町にて上映） - 大西涼太 役[26]
- 侍タイムスリッパー（2024年8月17日、未来映画社 / ギャガ） - 山形彦九郎 役
- 八犬伝（2024年10月25日、キノフィルムズ） - 足利成氏 役
- ゴッドマザー～コシノアヤコの生涯～（2025年5月23日、日活 / 東京テアトル） - 小篠武一 役

### 舞台
- 十三人の刺客（2012年8月3日 - 18日、赤坂ACTシアター / 8月21日 - 29日、新歌舞伎座[注 3]）[27] - 小倉庄次郎 役
- SAFARING THE NIGHT/サファリング・ザ・ナイト（2017年3月2日 - 12日、すみだパークスタジオ特設会場） - ディミトリアス 役
- 方南ぐみ企画公演「片想い」（2017年8月2日 - 6日、三越劇場）
- 新・古事記ミュージカル「天の河伝説」（2017年11月15日 - 19日、シアターグリーン BOX in BOX THEATER / 2018年2月10日、壱岐の島ホール 大ホール） - ハヤヒ 役
- 方南ぐみ企画公演「伊賀の花嫁 その二〜鬼は外編」（2018年1月24日 - 2月4日、俳優座劇場） - 城戸才蔵 役
  - 伊賀の花嫁 その四「シングルベッド」編（2020年1月22日 - 29日）
  - 伊賀の花嫁 伊賀祭り「シャブばばあにブルースを」（2021年10月13日、シアターサンモール）
- 殺しのリハーサル（2018年4月12日 - 15日、全労済ホール / スペース・ゼロ / 5月26日・27日、能登演劇堂）
- 博多座20周年記念公演「島津亜矢 特別公演」（2019年1月15日 - 27日、博多座）
- ミステリーオムニバス〜観客への挑戦〜（2019年4月11日 - 14日、全労済ホール / スペース・ゼロ）
- TAIYO MAGIC FILM 第15回公演「CENTURY PLANT 2022」（2022年11月26日、シアターサンモール）
- 年下彼氏〜君のとなりで〜（2025年2月22日 - 3月9日、森ノ宮ピロティホール / 3月15日・16日、キャナルシティ劇場 / 3月22日 - 4月6日、東京グローブ座） - 藤川誠一 役[28]

#### 公演中止
- Three Rage 2 - 佐島礼編 -（2020年5月3日 - 17日、赤坂RED/THEATER）[注 4]
- 方南ぐみ企画公演『平和と戦争 朗読三部作+α』「あたっくNo.1」（2020年8月28日、三越劇場）[注 4]
- 『伊賀の花嫁』冬の陣2021「言いわけ編」 「シャブばばあにブルースを」（2021年1月21日、シアターサンモール） - 城戸才蔵 役[注 4]

### オリジナルビデオ
- 日本極道戦争 第十一章（2021年6月25日、ライツキューブ） - 福岡県警刑事・花咲信二 役
  - 日本極道戦争 第十二章（2021年8月25日）
- ソードオブロゴスサーガ 後編（2021年8月4日、東映ビデオ） - 神代凌牙 役[29]
- 仮面ライダーセイバー 深罪の三重奏（2022年5月11日、東映ビデオ） - 神代凌牙 役[30]

### ラジオドラマ
- 空想労働シリーズ サラリーマン 第7話・第8話（最終話）（2023年10月3日・10日、RKBラジオ） - 疲れた男 / 平社員 役[31]
  - 帰りたいサラリーマン 第5話（2024年9月21日、RKBラジオ） - 演説家 役

### CM
- NDS株式会社
  - 「虹でつながる」編（2018年10月5日 - ）
  - 「カイケツNDS!」編（2018年12月26日 - ）
- ダイソン Dyson Pure Cool Me™ パーソナル空気清浄ファン「玄関の空気もきれいに。」（2019年6月8日 - ）
- プルデンシャル生命保険 WEB動画「A life with you」（2021年9月2日 - ）
- ソニー銀行「Sony Bank WALLET お買物 RPG編」（2021年10月 - ）[32]
- クラウドログ「カンタン工数管理なら、Crowdlog（クラウドログ）」（2022年、タクシー広告）
- セキスイハイム（2023年11月21日 - ）
  - 「あったかハイムの暮らし おはよう篇」
  - 「あったかハイムの暮らし ただいま篇」

### PV
- バンダイナムコエンターテインメント【SDガンダム バトルアライアンス】実写PV「夢中になった刻が、再び動き出す。」（2022年8月22日）

### ゲーム
- 仮面ライダーバトル ガンバライジング（2021年、アーケード） - 仮面ライダーデュランダル 役[33]
- 仮面ライダーバトル ガンバレジェンズ（2023年、アーケード） - 仮面ライダーデュランダル 役